# Кузьма Юрій Богданович
Кузьма Юрій Богданович (26 жовтня 1934, Львів — 9 березня 2006, Львів) — видатний український вчений, хімік, доктор хімічних наук, декан хімічного факультету у 1967—1970 і 1974—1985 рр., Заслужений професор (2002) Львівського національного університету імені Івана Франка.

## Життєпис
Юрій Кузьма народився 26 жовтня 1934 р. у Львові в родині службовця. Освіту здобував у середній школі № 1 м. Львова, та на хімічному факультеті Львівського державного університету імені Івана Франка, який з відзнакою закінчив у 1955 р. та аспірантуру у 1962 р. З 1955—1959 рр. старший лаборант, 1962—1967 рр. асистент кафедри неорганічної хімії. У 1964 р. захистив кандидатську дисертацію «Фазові рівноваги та кристалічна структура сполук в системах манган (кобальт, нікель) — силіцій і деяких споріднених системах». У ній Юрій Кузьма дослідив фазові рівноваги семи потрійних систем; вперше виявив та визначив кристалічну структуру 15 сполук; виявив низку кристалохімічних закономірностей. У 1966 р. отримав вчене звання доцента, працював на посадах старшого наукового співробітника та доцента кафедри неорганічної хімії.
Тоді ж сформувався основний науковий напрям вченого: хімічна взаємодія перехідних і рідкісноземельних металів з бором та кристалічна структура сполук.
У 1973 р. Юрій Кузьма захистив докторську дисертацію «Дослідження з кристалохімії боридів», в якій зробив ґрунтовний аналіз усіх відомих на той час подвійних і потрійних сполук металів і бору, відкрив низку важливих кристалохімічних закономірностей утворення та будови бінарних та тернарних боридів. Дещо пізніше започаткував дослідження систем за участю фосфору; ці роботи сьогодні успішно продовжують його учні.
У 1973 р. Юрій Богданович очолив кафедру аналітичної хімії якою успішно керував впродовж тридцятьох років. Працюючи на посаді професора кафедри, вчене звання одержав у 1976 р., багато років читав лекції з курсу «Аналітична хімія» для студентів хімічного факультету, вів спецкурси, постійно керував курсовими та дипломними роботами.
У 1967—1970, 1974—1985 рр. — очолював хімічний факультет, шість років був головою спеціалізованої Вченої ради хімічного факультету з присвоєння наукових ступенів.

## Наукові досягнення
Професор Ю. Б. Кузьма — автор близько 770 наукових праць, зокрема: 18 методичних видань, 7 авторських свідоцтв і патентів та 3 монографій («Кристалохімія боридів» (Львів, 1983), «Двойные и тройные системы, содержащие бор» (Москва, 1990) і «Phosphides» (Amsterdam, 1996)) присвячених дослідженню взаємодії металів, в тому числі рідкісноземельних з р-елементами (B, C, Al, Si, P, Ge, As, та інші) та вивченню адсорбції важких металів закарпатськими цеолітами з метою їх концентрування. Разом з колегами і учнями він вперше вивчив і побудував 350 діаграм фазових рівноваг, синтезував майже 1300 нових бінарних і тернарних сполук, визначив кристалічну структуру понад 1100 сполук, серед яких майже сто нових структурних типів.
Визначним науковим доробком професора є синтез та визначення структури сполуки Nd2Fe14B, яка сьогодні є основною найпотужніших постійних магнітів («Неомакс»).
Професор Ю. Б. Кузьма був членом авторських колективів тритомного огляду «Диаграммы состояния двойных металлических систем», М. Машиностроение, 1996—2001 рр., упорядником чотиримовного хімічного словника, виданого 1999 р. Науковим товариством Шевченка у Львові. У науковому доробку професора чимало навчальних видань. З його участю опубліковано посібник «Аналітична хімія» (Львів, 2001), «Лабораторний практикум з аналітичної хімії» (Львів, 2004). Ю. Б. Кузьма постійно керував держбюджетними та госпдоговірними науково-дослідними темами, під його керівництвом захищено 25 кандидатських і одна докторська дисертації. Його учень Степан Чихрій відомий науковець, завідував кафедрою аналітичної хімії Львівського національного університету імені Івана Франка.

## Громадська діяльність
Професор Ю. Б. Кузьма входив до складу Вченої ради університету. Був учасником і співорганізатором багатьох наукових конференцій, серед них і міжнародних, членом Міжнародного союзу кристалографів, хімічної комісії НТШ.

## Нагороди
За багаторічну плідну наукову, педагогічну, та громадську діяльність професор Ю. Б. Кузьма одержав почесні звання і нагороди:
- Медаль «За доблесну працю» (1970).
- Орден «Знак пошани» (1981).
- Відмінник народної освіти УРСР (1982).
- Заслужений професор Львівського університету (2002).

## Вибрані публікації
Монографії:
- Ю. Б. Кузьма «Кристаллохимия боридов» (Львів, 1983, 164 с.).
- Ю. Б. Кузьма, Н. Чабан «Двойные и тройные системы, содержащие бор» (Москва, 1990, 318 с.).
- Yu. Kuz'ma, S. Chykhrij «Phosphides» (In Handbook of the Physics and Chemistry of Rare Earths. Amsterdam. 1996. Vol.25, p.285-434).

Статті:
- Телегус В. С., Кузьма Ю. Б., Марко М. А. Фазовые равновесия в системах молибден-марганец-углерод и вольфрам-марганец-углерод // Порошковая металлургия 1971. № 11. С 56-63.
- Бабіжецький В. С., Кузьма Ю. Б., Чихрій С. І., Орищин С. В. Новий фосфід LaNi10P4 та його структура // Доп. АН України. 1992. С.113-115.
- Кузьма Ю. Б., Стельмахович Б. М., Галамушка Л. И. Фазовые равновесия и кристаллическая структура соединений в системах Lu-Al и Lu-Cu-Al // Металлы. 1992. № 1. С.216-221.
- Kuz'ma Yu., Babizhetskyy V., Veremchuk I., Chaban N. New borides Er0.917Ni4.09B and ErNi7B3 and their crystal structures // J. Solid State Chemistry. — 2004. — V.177. — P.425-430.